# 吉祥里 (新北市)
吉祥里為台灣新北市新店區轄下之一里。與玫瑰里以玫瑰路為界，自玫瑰中國城牌樓向內，右為玫瑰里，左為吉祥里；和小城里則以雙方社區之牆分隔。民國90年（2001）里界重劃，玫瑰中國城牌樓向內，入口左邊玫瑰路29號林肯美語、35號福德宮，原吉祥里1鄰變更為玫瑰里1鄰。
該里清代時期為安坑庄，光復後初屬雙城里管轄，後劃歸玫瑰里18鄰，民國82年（1993）自玫瑰里分出，自成一里，因境內有吉祥街而命名「吉祥里」，計24鄰，1,700多戶。該里轄區現有14個社區，均成立管理委員會，其中5個管委會有立案，9個管委會未立案，通稱「守望相助管委會」。14個社區以巷道作區分，除吉祥街7巷、玫瑰路57巷為開放式社區外，其餘均為封閉式社區，設有崗哨。該里和玫瑰里均由培富建設公司所規劃興建，初規劃興建5,000戶，現已幾近飽和（2里戶數共計已近4,000餘戶）。
該里以賓士社區最早興建，民國71年（1982）完成，居民陸續遷進，故多外來人口。至於族群分布外省族群7成，本省族群3成。